# تعقیب–گریز
تعقیب–گریز(یا بازی دزد و پلیس) (به انگلیسی: Pursuit-evasion) به مسائلی در ریاضیات و علوم کامپیوتر گویند که یک گروه قصد دنبال کردن تعدادی از گروه دیگر در یک محیط را دارند. در ابتدا این مسائل به صورت هندسی مورد بررسی قرار گرفت
اما در سال ۱۹۷۶، تورنس پارسونز فرمول‌بندی جدیدی با مقید بودن حرکات به وسیله گراف مطرح کرد. امروزه به رویکرد هندسی تعقیب-گریز پیوسته و رویکر گرافی تعقیب-گریز گسسته اطلاق می‌شود.